# Francisco Manuel Vélez Jiménez
Fran Vélez (Tarragona, 2 de setembre de 1991) és un futbolista català. Juga de defensa i el seu club actual és l'Aris FC de la Primera Divisió de Grècia.

## Trajectòria
Nascut a Tarragona, Fran va fitxar el 2013 per la UD Almeria B amb un contracte de 3 anys.
El 2014 va jugar els últims 4 partits amb el primer equip, UD Almeria, a la Primera Divisió i marcant un gol decisiu davant el RCD Espanyol.
El juny de 2014 passa a tenir contracte professional i puja al primer equip de la UD Almeria.

### Aris
El 25 de juliol de 2018, l'Aris Salònica FC va anunciar la contractació de Vélez per dos anys. Va marcar el seu primer gol per l'equip el següent 24 de febrer, el primer del partit en un empat 1–1 contra el líder de la lliga, el PAOK FC.

### Panathinaikos
El 20 de febrer de 2020, Vélez va signar contracte amb el Panathinaikos FC per tres anys, efectiu a partir de l'1 de juliol.